# ليمور فأري ذهبي-بني
الليمور الفأري الذهبي-البني هو ليمور فأري ليلي يتواجد فقط في مدغشقر.